# Síndrome de Mallory-Weiss
A síndrome de Mallory-Weiss ou Síndrome da laceração gastroesofágica refere-se ao sangramento proveniente de lacerações das paredes na junção do estômago com o esôfago induzidos por ataques de tosse ou vômito.

## Causas

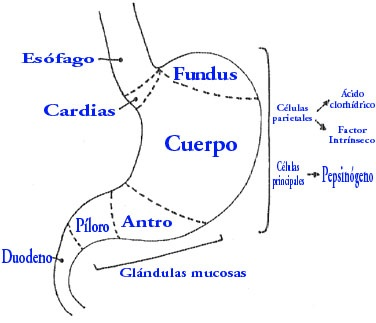
A zona mais afetada é a cárdia.

É frequentemente associada com distúrbios que causem vômitos frequentes como o alcoolismo e distúrbios alimentares (anorexia e bulimia) e há algumas evidências que a presença de uma hérnia de hiato é um fator de risco. Também pode ser induzido por gastrite, convulsões epiléticas ou por um trauma físico torácico.

## Sinais e sintomas
Seu sintoma mais característico é o vômito de sangue (hematemese), mas também pode ser identificado por sangue escuro nas fezes melena e inclusive pode aparecer sem vômito recorrente.
Na maioria dos casos, a hemorragia cede espontaneamente depois de 24-48 horas, mas tratamento cirúrgico ou endoscópico é às vezes necessário. Raramente há complicações.

## Diagnóstico
O diagnóstico definitivo é feito por endoscopia. Medir a pressão arterial e frequência cardíaca ajudam a manejar a gravidade da hemorragia.

## Tratamento
O tratamento normalmente é efetivo, sendo que a hemorragia persistente é incomum.  Cauterização ou injeção de epinefrina para parar a hemorragia podem ser efetuados durante o procedimento de endoscopia. Soro pode ser necessário para corrigir um desequilíbrio hidroeletrolítico (ou seja, repor água e sais minerais) e em raros casos, quando a perda de sangue é muito grande, pode ser necessário transfusão de sangue.
Muito raramente a embolização das artérias regionais é necessária para cessar a hemorragia.

## História
A doença foi descrita primeiramente em 1929 por G. Kenneth Mallory e Soma Weiss em 15 pacientes alcoólicos.